# Veliki londonski požar
Veliki londonski požar je bil katastrofalen požar, ki je med nedeljo 2. septembra in sredo 5. septembra 1666 divjal po angleškem mestu London. Požar je skoraj popolnoma uničil srednjeveško središče mesta (City of London) znotraj rimskega obzidja in ogrozil, a ne dosegel uglednejšega okrožja Westminster, whitehallske palače Karla II. in večine barakarskih naselj v predmestjih. Pogorelo je 13.200 hiš, 87 podružničnih cerkva, stara katedrala svetega Pavla in večina poslopij mestne uprave. Po oceni so bili uničeni domovi 70.000 od takratnih 80.000 prebivalcev Cityja. Število smrtnih žrtev ni znano; tradicionalno velja, da je bilo glede na obseg nesreče zanemarljivo, saj je bilo uradno potrjenih samo šest žrtev. Temu mnenju danes oporekajo nekateri zgodovinarji, saj smrti prebivalcev nižjih slojev verjetno sploh niso bile zabeležene, poleg tega pa je lahko močna vročina kremirala mnoge žrtve, tako da za njimi ni ostal noben prepoznaven ostanek.
Požar se je začel malo po polnoči 2. septembra v pekarni Thomasa Farrinerja (oz. Farynorja) na ulici Pudding Lane in se hitro razširil proti zahodu čez City. Zaradi neodločnosti takratnega lorda-župana Londona, sir Thomasa Bloodwortha, je bila zamujena priložnost da bi ga hitro omejili s takrat najpomembnejšo protipožarno tehniko, ustvarjanjem preprek z rušenjem. Do nedelje zvečer, ko je bil izdan ukaz o obsežnejšem rušenju, je veter že razplamtel ogenj v ognjeni vihar, proti kateremu takšni ukrepi niso bili učinkoviti. V ponedeljek se je požar razširil v samo jedro Cityja. Na ulicah mesta so izbruhnili nemiri, ko so se razširile govorice, da sumljivi tujci podtikajo nove požare. Strah pred brezdomci je bil usmerjen predvsem proti Francozom in Nizozemcem, sovražnikom Anglije v takratni drugi angleško-nizozemski vojni. Člane velikih priseljenskih skupnosti teh dveh narodnosti so tolpe pretepale in linčale. V torek je požar divjal že po večini mestnega ozemlja, preskočil reko Fleet in pričel ogrožati dvor Karla II. v Whitehallu. Takrat so oblasti vzpostavile organiziran boj proti ognju, ki je naposled uspel pogasiti požar. Pri tem naj bi bila ključna dva dejavnika: ponehal je močan vzhodni veter in garniziji trdnjave Tower of London je s smodnikom končno uspelo ustvariti učinkovite prepreke, ki so ustavile nadaljnje širjenje ognja proti vzhodu.
Družbene in gospodarske posledice katastrofe so bile ogromne. Kralj Karel II. je resno predlagal evakuacijo prebivalcev in naselitev drugje, saj se je bal upora med begunci, ki so ostali brez vsega. Kljub številnim radikalnim predlogom je bil London na koncu obnovljen s praktično istim sistemom ulic kot pred požarom.